# Öretjärnen (Lima socken, Dalarna, 677799-135135)
Öretjärnen är en sjö i Malung-Sälens kommun i Dalarna och ingår i Dalälvens huvudavrinningsområde.